# Les Veillées des chaumières
Les Veillées des chaumières est une publication hebdomadaire de 60 pages, créée le 7 novembre 1877 par l'éditeur Charles Blériot, acquise en 1994 par les Éditions mondiales, puis publiée par les éditions Mondadori France, rachetées par Reworld Media en 2019.

## Histoire
Elle perpétue depuis l'origine la tradition du roman feuilleton et édite, par ailleurs, des poésies et articles à coloration culturelle, notamment liés au patrimoine français et international. La rubrique « Causerie » signée par Tiburce passe en revue les informations régionales, nationales et internationales récoltées ici et là dans tous les domaines qu'ils soient culturels, sociaux, financiers, industriels ou politiques. Par exemple, en 1907, on s'inquiète de l'état de santé de l'empereur d'Autriche-Hongrie, du devenir de l'Europe et d'une probable guerre, mais aussi des grandes inondations dans le sud de la France.
Y ont collaboré, notamment, Paul Féval, Raoul de Navery, Marie d'Agon de la Contrie, Mathilde Alanic, Georges Le Faure, Marguerite Bourcet, Berthe Bernage, Paul Durand, Jeanne de Coulomb, Françoise Bourdon, Gérard Morel, Claude Fayet, Jacqueline Rivière, Françoise Kerymer.
Le lectorat est essentiellement féminin, et majoritairement senior. Depuis l'année 2016, la revue est exclusivement diffusée par abonnement. Entre 1886 et 1894, elle tirait à 75 000-80 000 exemplaires à chacune de ses parutions.
En 2024, la revue revient dans les kiosques.